# Gandy (Schiff)
USS Gandy (Kennung: DE-764) war ein Geleitzerstörer der Cannon-Klasse der United States Navy im Zweiten Weltkrieg. Das Schiff wurde 1951 an die italienische Marine übergeben und diente dann bei dieser unter dem Namen Altair bis 1971.
Die Gandy war nach dem Matrosen Andrew Jackson Gandy benannt, der auf dem Schweren Kreuzer San Francisco am 12./13. November 1942 bei den Kämpfen um Guadalcanal sein Leben verlor.

## Bau und Technische Daten
Das Schiff wurde am 1. März 1943 bei der Tampa Shipbuilding Company in Tampa Bay (Florida) auf Kiel gelegt und lief am 12. Dezember 1943 vom Stapel. Es war 93 m lang (91 m in der Wasserlinie) und 11,23 m breit und hatte 3,56 m Tiefgang. Die Wasserverdrängung betrug 1260 Tonnen (standard) bzw. 1646 t (maximal). Die Maschinenanlage bestand aus vier Dieselmaschinen von General Motors des Typs 16-278 mit 6000 PS (4474 kW) und zwei Schrauben, die eine Höchstgeschwindigkeit von 21 Knoten ermöglichten. Der Aktionsradius betrug 10.800 Seemeilen bei 12 Knoten Marschgeschwindigkeit. Das Schiff war mit drei 7,6-cm-Einzelgeschützen Mark 22, einem 40-mm-Bofors-Flak-Zwilling Mark 1, acht 20-mm-Oerlikon-Flak Mark 4 und drei 53,3-cm-Torpedorohren bewaffnet. Zur U-Boot-Bekämpfung hatte es einen Hedgehog Mark 10, acht Wasserbombenwerfer Mark 6 und zwei Wasserbombenablaufgestelle Mark 9. Die Besatzung bestand aus 15 Offizieren und 201 Mann.

## Geschichte

### Dienst in der US Navy
Die Gandy wurde am 7. Februar 1944 in Dienst gestellt. Kommandant war LCdr W. A. Sessions. Das Schiff wurde sowohl im Atlantik als auch im Pazifik zur Sicherung von Konvois und Marineverbänden gegen Flugzeug- und U-Boot-Angriffe eingesetzt.
Die Gandy wurde der in New York stationierten Escort Division 22 zugewiesen und sicherte in der Zeit von April 1944 bis Mai 1945 insgesamt zehn Geleitzüge von New York nach Nordirland und England. Bereits auf der ersten Atlantiküberfahrt, als Geleit für den schnellen Tanker-Konvoi CU-21, kam es zu Feindberührung. Am 16. April 1944 torpedierte und versenkte das deutsche U-Boot U 550 den Tanker Pan-Pennsylvania. Während die drei Geleitzerstörer Gandy, Joyce (DE 317) und Peterson (DE 152) die Überlebenden des sinkenden Schiffs aufnahmen, ortete die Gandy mit ihrem Sonar das U-Boot und warf Wasserbomben. Das U-Boot tauchte daraufhin etwa 550 m an Steuerbord der Gandy auf. Der Zerstörer eröffnete Artilleriefeuer und rammte das U-Boot etwa 9 m vor seinem Heck. Ein Teil seiner Besatzung sprangen über Bord, und das Boot sank nach einer Explosion. Die Gandy barg 12 Überlebende; 44 Mann kamen ums Leben. Trotz Beschädigungen am Bug konnte die Gandy mit dem Konvoi nach Lisahally (Londonderry) in Nordirland laufen.
Am 24. Mai 1945 kehrte die Gandy von ihrer zehnten und letzten Atlantiküberquerung nach New York zurück. Nach Reparaturen im Brooklyn Naval Yard verlegte sie am 8. Juni über den Panamakanal nach Pearl Harbor und von dort am 6. August in die Philippinen. Am 24. August begleitete sie einen Konvoi mit Besatzungstruppen von Leyte nach Tokio, wo sie am 1. September ankam. Am 3. September, dem Tag nach der formellen Unterzeichnung der Kapitulation Japans, begleitete die Gandy einen Konvoi von Okinawa nach Yokohama und ging dann am 16. November wieder in die Philippinen, wo sie mit der Philippine Sea Frontier Wetterbeobachtungsdienst versah.
Am 1. Februar 1946 verließ die Gandy die Philippinen, um über den Panamakanal nach Norfolk, Virginia zu fahren. Dort kam sie am 26. März an. Am 17. Juni 1946 wurde sie in Green Cove Springs (Florida) außer Dienst gestellt und zur Reserveflotte überstellt.

### Dienst in der Marina Militare
Am 10. Januar 1951 wurde das Schiff im Rahmen des Military Assistance Program an die italienische Marine übertragen. Die offizielle Löschung aus der Schiffsliste der US Navy erfolgte am 26. März 1951.
Die italienische Marine stellte das Schiff unter dem Namen Altair (F591) in Dienst. Die beiden gleichzeitig übergebenen ehemaligen Geleitzerstörer USS Wesson und USS Thornhill wurden unter den Namen Andromeda (F592) und Aldebaran (F590) in Dienst gestellt, und die drei Schiffe wurden in der Folge als Aldebaran-Klasse bezeichnet. Die Bewaffnung bestand nun aus drei 7,6-cm-Geschützen, sechs 40-mm-Flak, 18 20-mm-Flak und drei 53.3-cm-Torpedorohren, einem Hedgehog, acht Wasserbombenwerfern und einem Wasserbombenablaufgestell. Die Besatzung bestand aus 189 Mann.
Die Schiffe dienten hauptsächlich zur Überwachung des italienischen Seegebiets und des Fischfangs bei Sizilien und Sardinien sowie der italienischen Fischereifahrzeuge im Golf von Hammamet. Sie wurden zunächst als Geleit-Avisos (Avviso Scorta), dann ab 1957 als Fregatten klassifiziert. Von 1962 bis zu ihrer Ausmusterung wurden sie schließlich als Korvetten bezeichnet.
Die Altair wurde 1971 ausgemustert und als Zielschiff versenkt.